# Qawurd
Qawurd (Kawurd) ibn Txaghri Beg Dawud conegut també com a Qawurd Beg o Kara Arslan Beg (nom que apareix a les seves monedes) fou el fundador de la dinastia seljúcida de Kirman que va governar 140 anys al Kirman. Vegeu: Seljúcides de Kirman.
Kawurd es va erigir en amir del Kirman el 1048 i va governar reconeixent la sobirania de Toghrul Beg. Va governar amb energia i comptència el territori i va ser virtualment independent utilitzant alguns símbols de la reialessa com el parasol o čatr, una tughra (signe especial als documents) pròpia i títols honorífics com Imad al-Dawla (que apareix a les monedes). Els soldats daylamites de Kirman que estaven abans al servei dels buwàyhides, van restar al seu servei, però també va tenir molts soldars turcmans als caps dels quals va concedir iktes o feus. Va tenir com a funcionaris a molts perses i va casar a algunes filles amb alides de la regió. Va fer obres de caritat i obres públiques com caravanserralls, banys, marques a les rutes del desert, torres de vigilància; va encunyar moneda d'alta qualitat i va encoratjar el comerç. La seguretat i la tranquil·litat foren la norma i va adoptar mesures extremes contra els bandits especialment els kufs.
En política exterior va fer una expedició pel golf Pèrsic i va ocupar Oman, antiga dependència buwàyhida; va fer també una expedició a Sistan (dirigida per un fill). El 1059 quan els turcmans d'Ibrahim Inal es van revoltar, va donar suport a Toghrul Beg. El 1062 va atacar i derrotar el cap kurd shabankara Fadlawayh que dominava Fars però no fou almenys fins al 1071 que Fadlawayh fou derrotat finalment derrotat per Alp Arslan (hauria mort entre 1071 i 1078 a la presó) i uns anys després Malik Shah va concedir Fars a Turanshah fill de Kawurd.
El 1064 va reconèixer al seu germà Alp Arslan com a sultà suprem, quan aquest es va presentar al Kirman. No ho va fer amb gaires ganes i el 1067 va retirar el reconeixement però quan el seu germà es va presentar amb un exèrcit el va tornar a reconèixer. A la mort d'Alp Arslan (1072) va reclamar el poder suprem al·legant el costum turc del seniorat que donava el poder famíliar al membre de més edat i més capaç, però finalment fou designat Malik Shah, fill d'Alp Arslan. Kawurd no ho va acceptar bé i finalment els exèrcits dels dos homes es van enfrontar a la batalla de Kerj Abu Dulaf prop de Hamadan el gener del 1074 (dos historiadors indiquen abril); molts turcmans de l'exèrcit de Malik Shah estaven a favor de Kawurd i aquest esperava desercions en massa en el camp rival; però els contingents àrabs i kurds i els oficials esclaus, van restar lleials a Malik Shah i Kawurd fou derrotat i fet presoner.
Màlik Xah estava inclinat a la clemència i li va oferir un exili a Oman; però el visir Nizam al-Mulk hauria ordenat la seva execució (estrangulat o enverinat segons les fonts). Malik Shah no obstant va concedir Kirman al seu fill Rukn al-Dawla Sultan Shah. Potser fou llavors quan tanmateix Malik Shah va donar el govern de Fars a l'altra fill Turanshah.